# 환경신문
| 국가        | 대한민국                            |
| 언어        | 한국어                              |
| 본사 소재지 | 서울특별시 마포구 마포대로14가길 17 |
| 대표        | 신원교                              |
| 창립        | 1976년                              |
| 웹사이트    | www.fksm.co.kr/news/                |

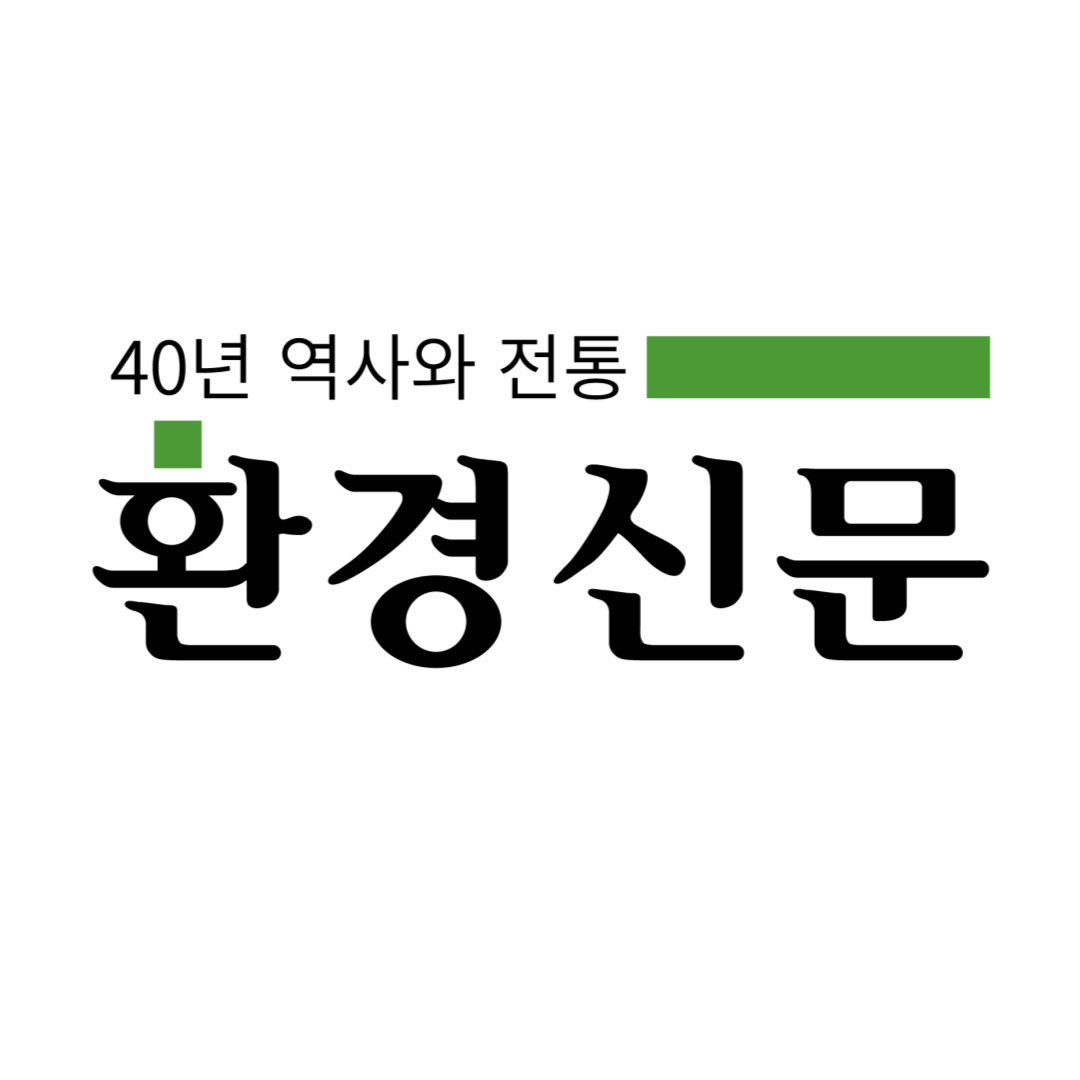
환경신문 배너

환경신문(環境新聞)은 1976년도 대한민국에서 창간된 신문사이다. 위치는 서울특별시 마포구 마포대로14가길 17에 있다.

## 창간 이념
‘좋은 땅 깨끗한 물 맑은 공기’를 지향하고, 보이는 것만 보는 우(愚)를 범하지 않으면서 ‘정론직필(正論直筆)’하고, 특히 권력과 부정에 타협하지 않고, 공익을 위해 힘쓰는 언론사가 될 것